# توني كاسالز رويدا
توني كاسالز رويدا هو متسلق جبال تزلج ‏ أندوري، ولد في 3 أبريل 1980 في أندورا لا فيلا في أندورا.